# Охотник (роман Дональда Уэстлейка)
«Охотник» (англ. The Hunter) — первый роман из серии произведений о профессиональном преступнике Паркере американского писателя Дональда Уэстлейка, опубликованный им под псевдонимом Ричард Старк.
Продолжая традиции классических американских нуаров, роман стал одним из первых произведений массовой литературы, главным героем которого стал аморальный персонаж. «Охотник» был трижды экранизирован. После выхода третьей экранизации — «Расплата» (англ. Payback), в которой роль Паркера исполнил Мэл Гибсон, роман издавался под тем же названием. Роман также оказал существенное влияние на жанр криминального романа и кинематограф. В 2009 году вышла его адаптация в виде комикса.

## Сюжет
Паркер с партнёрами совершает удачное ограбление. Один из грабителей, Мэл Резник, заставляет жену Паркера Линн выстрелить в мужа. Убив остальных участников ограбления и, забрав деньги, Резник сбегает вместе с Линн.
Однако Паркер выживает и возвращается, чтобы отомстить и вернуть свою долю. Сначала он находит Линн, которая, рассказав ему всё, что ей известно о Резнике, совершает самоубийство. Оставшись в квартире, Паркер встречает курьера, который приносил Линн деньги от Резника. Через курьера он выходит на владельца такси Артура Стегманна. Стегманн клянётся, что не знает, как найти Мэла Резника, однако после ухода Паркера сразу же выходит на связь с Резником.
Резник является боссом в «организации», национальном мафиозном синдикате. Ранее он задолжал мафии 80 тысяч долларов: чтобы вернуть их, ему и пришлось предать Паркера. Отдав деньги мафии, Резник восстановил своё положение в «организации». Он связывается с главой мафиозного синдиката в Нью-Йорке, Фредериком Картером, который предлагает ему самостоятельно справиться с «проблемой». Резник снимает комнату в мотеле и размышляет об организации ловушки для Паркера. Однако вечером Паркер находит Резника и убивает его. Перед этим он узнаёт от Резника все детали деятельности «организации» в Нью-Йорке.
Далее Паркер направляется в офис Картера, где, обезвредив его телохранителей, требует от мафиозного синдиката свои деньги — 45 тысяч долларов. По требованию Паркера Картер звонит главе всей «организации» Бронсону. Бронсон отказывает Паркеру, после чего тот убивает Картера.
Паркер приходит домой к Фаерфаксу, второму заместителю Бронсона в Нью-Йорке, также легко обезвреживая его телохранителей. Позвонив Бронсону от Фаерфакса, Паркер объясняет тому, что он часть большой группы профессиональных преступников-одиночек, многие из которых годами планировали операции против «организации», ожидая лишь повода. Если «организация» откажет Паркеру в выплате, это и станет таким поводом. Бронсон соглашается выплатить деньги, замечая, что Паркер вряд ли сможет воспользоваться ими.
Передача денег происходит на станции метро. Паркер обманывает убийц из «организации» и уходит с деньгами. В отеле он встречает полицейских, которые подозревают его в продаже наркотиков. Паркеру удаётся сбежать, однако он теряет сумку с деньгами. Роман заканчивается размышлениями Паркера о том, как заставить «организацию» возместить потерю.

## Персонажи
- Паркер — профессиональный грабитель. В романе Дональд Уэстлейк поставил задачу показать грабителя как профессионала за работой. Несмотря на аморальность, Паркеру присущ собственный кодекс чести, который можно скорее отнести к профессиональной этике[3]. В «Охотнике» Паркер отчасти выступает как архетипичный мститель[4].
- Мэл Резник — преступник, был уволен из «организации» после того, как потерял перевозимый им нелегальный груз. Предал Паркера, чтобы вернуть долг «организации» и вернуться на работу. В отличие от Паркера, который принципиально не имеет ни дома, ни социальных связей, для Резника очень важно чувство принадлежности обществу (хотя бы и преступному)[4].
- Линн — жена Паркера, была вынуждена убить мужа под угрозой собственной жизни.
- Бронсон, Фаерфакс, Картер — боссы в «организации». Преступная «организация» показана в романе как обычная корпорация, отличающаяся только нелегальностью основного бизнеса[4].

## Создание
В 1959 году Дональд Уэстлейк впервые использовал псевдоним Ричард Старк, опубликовав рассказ в журнале Mystery Digest. Через четыре года вышел первый роман под этим псевдонимом — «Охотник». С 1960 по 1963 год были опубликованы четыре романа Дональда Уэстлейка. Опасаясь перенасытить рынок книгами под своим именем, он решил писать роман под псевдонимом. Он планировал написать единственный роман о Паркере, убив героя в конце. Однако редактор издательства настоял на изменении концовки романа, чтобы была возможность возможно начать сериал. Уэстлейк согласился, в первую очередь из соображений финансовой стабильности.
Творчество Дональда Уэстлейка во многом наследует традициям классических американских нуаров. В начале своей писательской карьеры Уэстлейк написал несколько романов прямо подражающих Дэшилу Хэммету, где как и у Хэммета действие происходило в маленьких городах, погрязших в коррупции, а героям приходилось идти на тяжёлые с моральной точки зрения компромиссы. Влияние Хэммета, в особенности романа «Стеклянный ключ», ощущается и в «Охотнике», герои которого также холодны и беспощадны. Отмечалось, что на мрачную атмосферу романа повлияли произведения Джима Томпсона. Сам Дональд Уэстлейк отмечал, что при написании романов о Паркере, на него повлияла проза Владимира Набокова и Петера Рабе

## Особенности
У него (Паркера) нет прошлого, нет и будущего, и нет других интересов, кроме краж и грабежей...Паркер куда больше напоминает робота-убийцу, чем человека...Паркер проходит сквозь негодяев — других негодяев, хочу я сказать — в точности как робот, запрограммированный лишь на одну цель. «Я хочу мои деньги», — говорит он, и это все, что он говорит. «Я хочу мои деньги, я хочу мои деньги».Стивен Кинг, «Тёмная половина»
Паркер, именно так, без имени, которое никогда не появляется в романе, показан скорее как антигерой. Он убийца, его жертвами становятся не только другие преступники, но и обыватели, случайно встретившиеся ему на пути. Так, он случайно убивает женщину с астмой, из чьей квартиры ему удобнее наблюдать за зданием напротив. Никакого раскаяния Паркер не испытывает. «Охотник» стал одним из первых массовых романов, в котором читателю предлагается следовать за таким героем. К концу шестидесятых годов, начиная с фильма «Бони и Клайд», такие произведения станут обычными. Но для 1962 года это было в новинку.
Успех романа связан с общественным запросом пятидесятых годов. Большое количество американцев, демобилизованных из армии, были вынуждены привыкать к мирной, безопасной жизни. «Скучающие» американцы, жаждущие от жизни большего, стали предметом нескольких знаковых для пятидесятых популярных книг. Паркер, существующий в том же мире, представлял собой возможность альтернативного, наполненного событиями, бытия. Детективные романы, в которых протагонистом выступал гениальный преступник, стали популярны ещё в первой половине XX века. Их стереотипный герой, так называемый вор-джентльмен, был свободен от обывательской морали, при этом достигая успеха в обществе. Хотя Паркер во многом наследует такому герою, его ни в коей мере нельзя назвать джентльменом.
Паркер во многом напоминает Франкенштейна. В романе он предстаёт мертвецом, вернувшимся к жизни. Он больше похож на автомат или робота. Более того, в романе делается акцент на том, что если что-то идёт не так, то по причине человеческого фактора. Паркеру чужда сентиментальность, если он действует, то действует без эмоций проанализировав ситуацию. Единственным человеком, к кому он проявил человеческие чувства, была его жена Линн, которая предала его. После её смерти Паркер окончательно избавляется от какого-либо проявления чувств. Дональд Уэстлейк создал персонажа, который характеризуется не своей внутренней жизнью, а только своими действиями. Чувства персонажа проявляются лишь в отношении его воспоминаний о жене. У Паркера также принципиально нет никакой предыстории, читатель ничего не знает о его семье, родном городе и т. д. Непонятно как сформировался его характер, почему он стал преступником.
Первоначально Уэстлейк задумывал только один роман о Паркере. Именно поэтому, он позволил себе создать героя, которому невозможно сопереживать. В следующих романах серии Паркер приобретает человеческие чувства, чтобы читатель смог «полюбить» героя.

## Влияние
Роман оказал существенное влияние на жанр криминального романа и кинематограф. О цикле романов о Паркере восхищённо отзывались Элмор Леонард, Квентин Тарантино, Джон Бэнвилл. По мнению профессора Тимоти Пелтасона влияние стилистики романа заметно в фильмах «Чарли Вэррик» Дона Сигела, «Вор» и «Схватка» Майкла Манна. Лауреат Букеровской премии Джон Бэнвилл неоднократно называл Ричарда Старка одним из лучших писателей XX века. Романы о Паркере послужили образцом для его криминальных романов под псевдонимом Бенжамин Блэк. Квентин Тарантино утверждал, что «Охотник» оказал сильное влияние на его дебютный фильм «Бешеные псы». Американский писатель Пол Вилсон выбрал роман для своей статьи в сборнике «Книги ради которых можно умереть: Величайшие писатели детективов о величайших детективных романах». Серия романов о Паркере оказала влияние на Стивена Кинга. Для написания нескольких романов он использовал псевдоним Ричард Бахман, в котором имя было заимствовано у Ричарда Старка. Герой романа «Тёмная половина» выбирает псевдоним Джордж Старк в подражание Дональду Уэстлейку, прямо упоминая серию романов о Паркере как образец для своих книг.

## Издания
Впервые роман был выпущен в 1963 году издательством Permabooks. В том же году он вышел под названием «В упор» (англ. Point Blank) в издательстве Allison & Busby, после чего долгое время не переиздавался. После экранизации в 1999 году произведение было переиздано под названием «Расплата» с кадром из фильма на обложке. В 2008 году первые романы о Паркере, включая «Охотника», были переизданы издательством University of Chicago Press.
На русском языке роман вышел в 1994 году в переводе С. Манукова в издательстве «Центрполиграф» в серии «Мастера остросюжетного детектива». После экранизации он был выпущен под названием «Расплата» тем же издательством, но в переводе И. Мансурова, на этот раз в серии «Blockbuster. Экранизированный роман».

## Адаптация в виде комикса
В 2009 году вышел комикс «Паркер Ричарда Старка: Охотник» (англ. Richard Stark's Parker: The Hunter) Дарвина Кука, в настоящее время считающийся классическим примером переноса романа в комикс. Перед началом работы Дарвин Кук консультировался с Дональдом Уэстлейком. В основном комикс следует роману. Некоторые изменения связаны с особенностями визуального восприятия комикса. Так, Кук считал, что смерть жены Паркера — важнейший эпизод романа. В романе состояние Паркера после смерти жены иллюстрируют его размышления в ожидании темноты, когда можно будет спрятать тело. Кук переносит этот эпизод в метро, где состояние героя показано по контрасту с плакатом, на котором изображена счастливая пара.
Kомикс получил престижную премию имени Уилла Айснера.

## Экранизации
Ни в одной из экранизаций серии романов о Паркере, кроме фильма «Паркер», герой не упомянут с оригинальной фамилией.
- В первой экранизации 1967 года под названием «Выстрел в упор» роль Паркера исполнил Ли Марвин[6]. В фильме своеобразно отражена нечеловеческая суть Паркера. Герой изображён как беспокойный дух, который был возвращён к жизни, чтобы отомстить. Так главный герой фильма прямо не виновен ни в чьей смерти, его жена не верит в то, что он действительно ожил[24].
- Гонконский боевик 1993 года «Полный контакт»[англ.] является неофициальной экранизацией романа[25][26] или неофициальным ремейком экранизации 1967 года[27].
- В 1999 году роман был снова экранизирован под названием «Расплата», роль Паркера исполнил Мэл Гибсон[6].